# Ruwa
Ruwa – miasto w Zimbabwe, w prowincji Mashonaland Wschodni. Według danych ze spisu ludności w 2012 roku liczyło 56 678 mieszkańców.